# Marija Walerjewna Kossinowa
Marija Walerjewna Kossinowa (russisch Мария Валерьевна Косинова, wiss. Transliteration Marija Valer'evna Kosinova; * 22. September 1984 in Belorezk, Republik Baschkortostan) ist eine russische Biathletin.
Marija Kossinowa begann 1998 mit dem Biathlonsport. Sie studiert Jura am Juristischen Institut des Innenministeriums Russlands in Ufa mit dem Berufsziel Staatsanwältin.
Bei den Juniorenweltmeisterschaften 2002 in Ridnaun hatte Marija Kossinowa ihren ersten internationalen Auftritt; sie startete in allen vier Wettbewerben. Im Einzel musste sie aufgeben, Sprint und Verfolgung beendete sie als Neunte und Zehnte und gewann mit der russischen Staffel die Silbermedaille. Im Jahr darauf in Kościelisko gewann sie drei Titel in Sprint, Verfolgung und Staffel. 2005 in Kontiolahti konnte sie nur den Staffeltitel verteidigen. Im Einzel wurde sie von Anne Preussler Zweite, im Sprint Vierte und in der Verfolgung Dritte hinter Anna Bulygina und Magdalena Neuner. Im Europacup trat Kossinowa ab 2003 regelmäßig an, zunächst als Juniorin und dann bei den Aktiven. Als Juniorin gewann sie 2005 die Verfolgung in Ridnaun vor Kathrin Hitzer, ebenso ein Staffelrennen. Weitere fünf zweite und drei dritte Plätze bei 19 Top-Ten-Platzierungen in 27 Starts weist die Statistik zwischen 2003 und 2007 für sie aus.

## Sommerbiathlon
Bei den Sommerbiathlon-Weltmeisterschaften 2008 wurde Kossinowa Dritte im Rollerski-Sprint hinter Teja Gregorin und Marie-Laure Brunet, die Verfolgung beendete sie als Fünfte. Mit der Staffel verpasste sie als Vierte eine weitere Medaille.